# Jordáně
Jordáně je mrtvé rameno řeky Labe o rozloze vodní plochy 0,42 ha nalézající se asi 1 km severovýchodně od centra obce Řečany nad Labem v okrese Pardubice. Jordáně je spolu s rybníky Přehrada, Tišina, Labecký, Houšovec a Pastouška pozůstatkem starého ramene řeky Labe vzniklého po provedení regulace Labe v 20. letech 20. století. Jordáně jsou významným lokálním biocentrem pro rozmnožování obojživelníků.

## Galerie

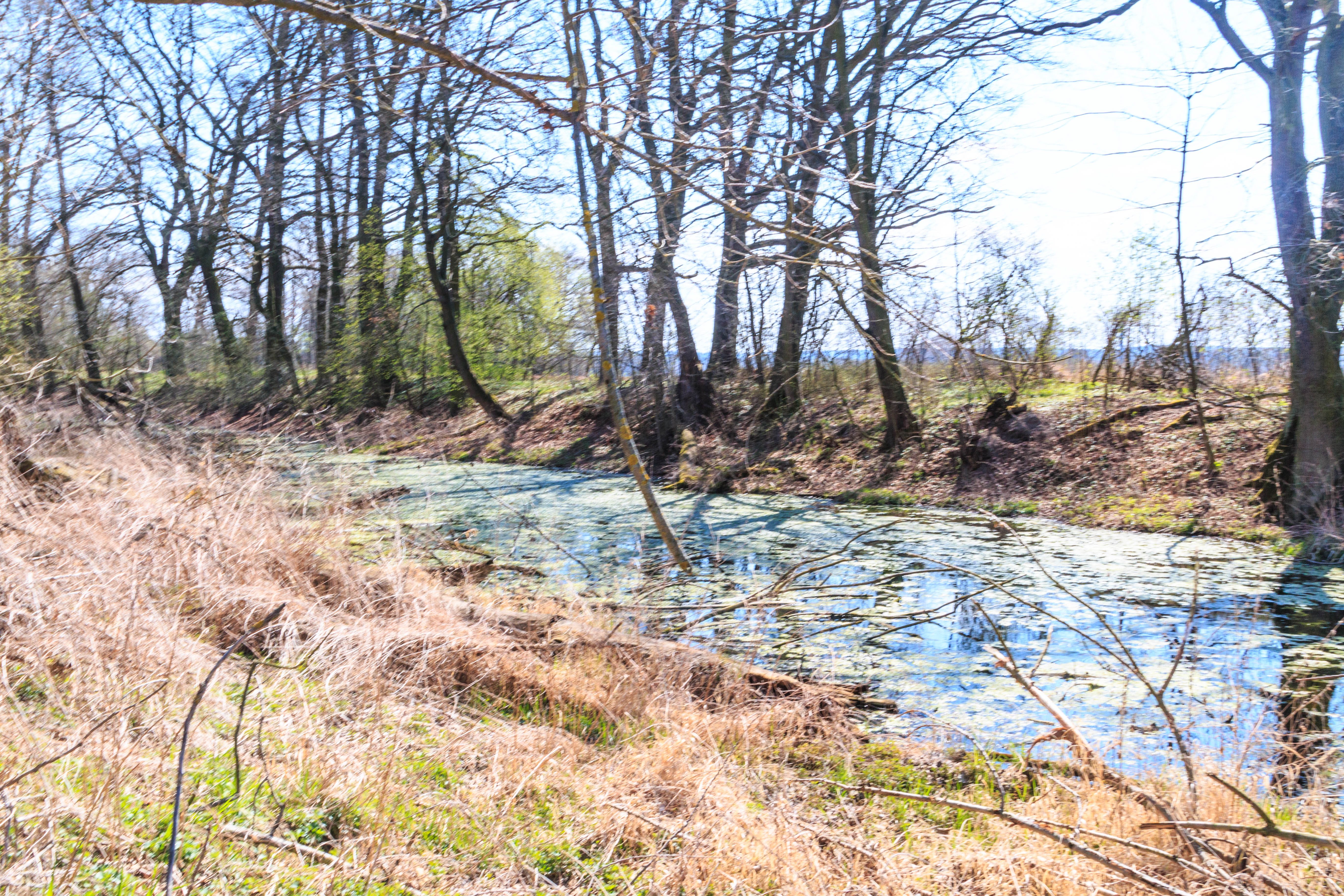
Pohled na mrtvé rameno Jordáně
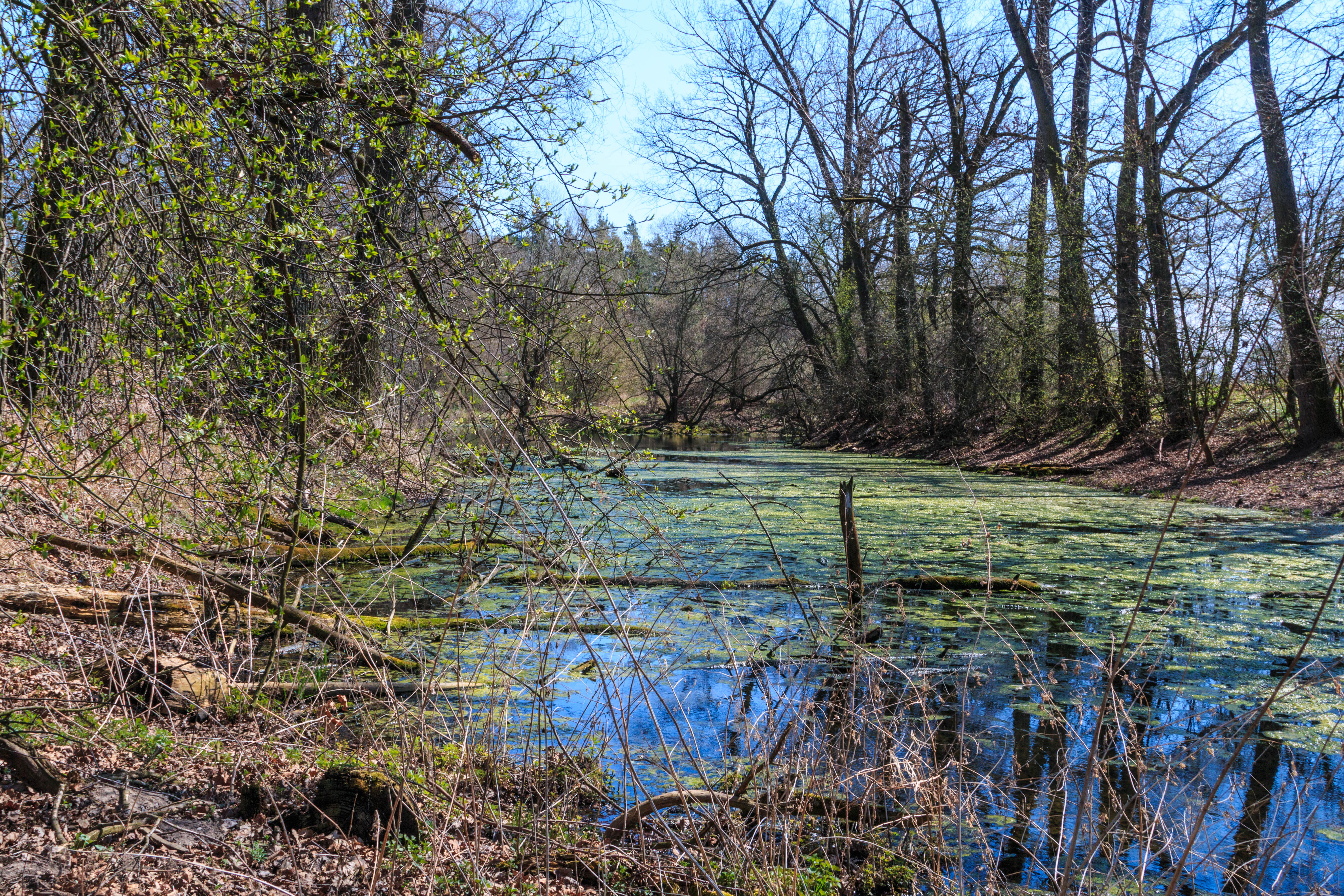
Pohled na mrtvé rameno Jordáně
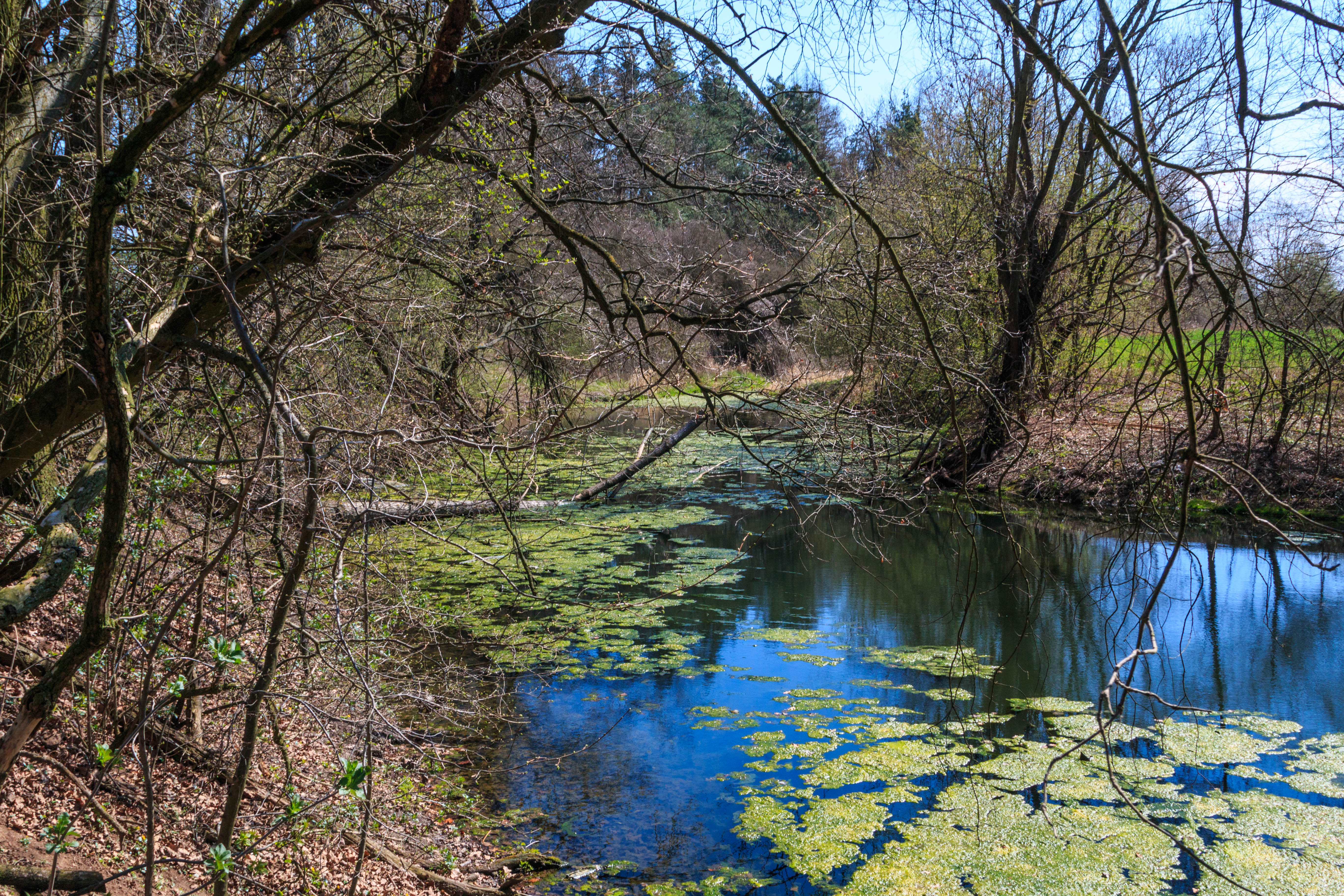
Pohled na mrtvé rameno Jordáně
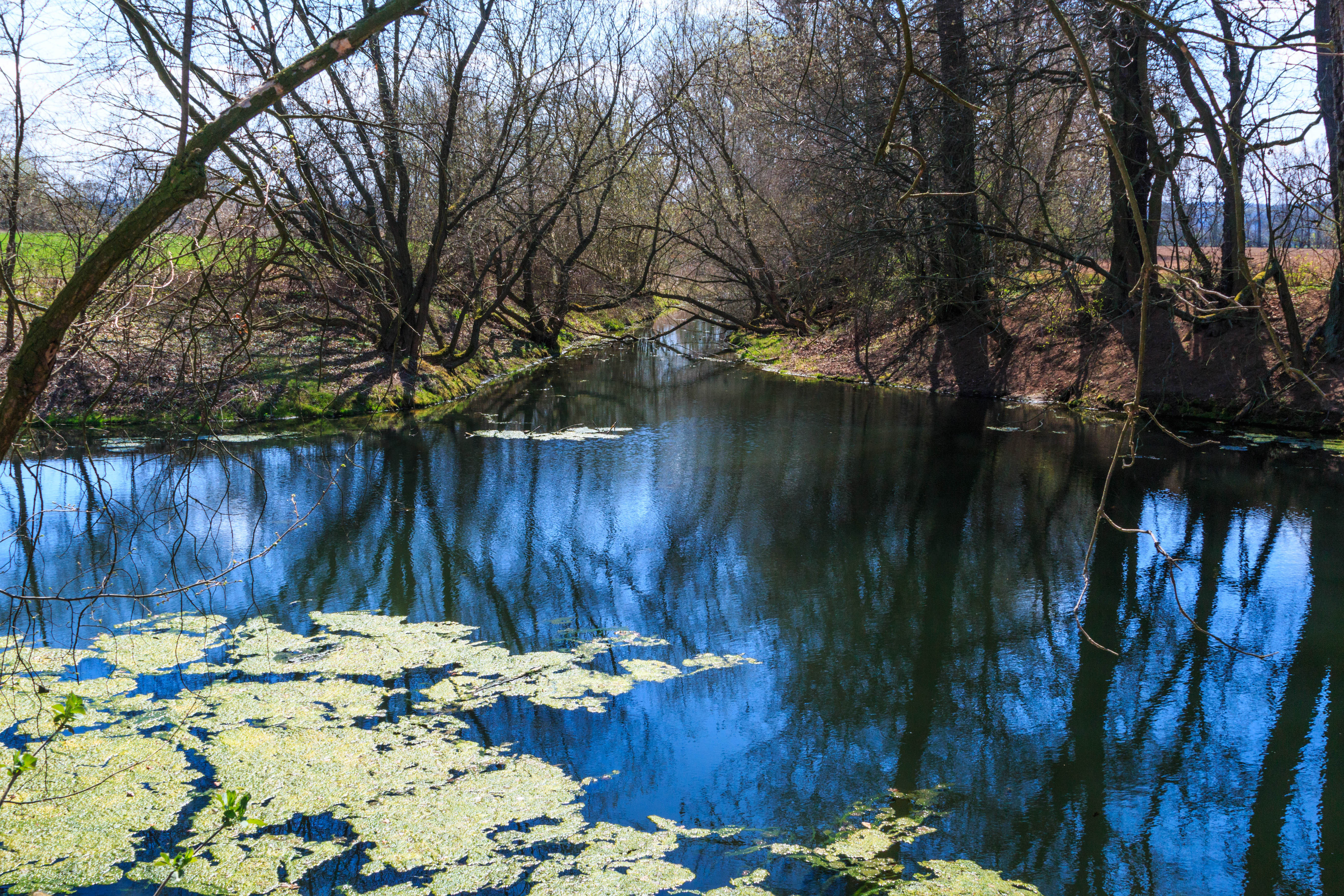
Pohled na mrtvé rameno Jordáně